# Cneu Domício Tulo
Cneu Domício Tulo (em latim: Gnaeus Domitius Tullus), cujo nome completo era Cneu Domício Cúrvio Tulo[a], foi um senador e comandante militar romano nomeado cônsul sufecto em 74 ou entre 76-79[b] e novamente para o período de 13 a 31 de janeiro de 98 com o imperador Trajano.
Tulo era filho de Sexto Cúrvio Tulo, da Gália Narbonense, e de uma mulher cujo nome provavelmente era Tícia Marcela.[c] Plínio, o Velho, explica que o pai dele foi processado pelo orador Cneu Domício Afer, que conseguiu remover sua cidadania e ficou com sua fortuna; porém, o mesmo Afer tornou Tulo e seu irmão, Cneu Domício Lucano, herdeiros testamentários, deixando para eles sua fortuna na condição de que eles adotassem seu nome familiar como deles.

## Carreira
Sua carreira política está preservada em duas inscrições. Tulo começou sua carreira senatorial provavelmente ainda adolescente como membro dos decemviri stlitibus iudicandis, um dos quatro comitês dos vigintiviri, um colégio menor para jovens senadores no início de suas carreiras. Depois foi tribuno na Legio V Alaudae, a mesma legião que seu irmão serviu. Tulo serviu depois nas magistraturas republicanas, primeiro como questor de um imperador não nomeado (provavelmente Nero, cujo nome era geralmente omitido nas inscrições por causa do decreto de damnatio memoriae), depois como tribuno da plebe e pretor. Finalmente ele e seu irmão foram nomeados legados (comandantes) da III Augusta, um posto que incluía o governo da província da Numídia entre 70 e 73. Werner Eck sugere que Domício Lucano, seu irmão, ficou encarregado das responsabilidades civis e Tulo, da legião. Depois disto, os dois irmãos foram elevados (adlectio) ao patriciado pelos imperadores Vespasiano e Tito em 72-73. A razão exata não foi registrada, mas durante o seu período como censor, os dois promoveram várias pessoas para o status de senadores ou de patrícios como prêmio pelo apoio durante o ano dos quatro imperadores.
Já como patrício, Tulo serviu como prefeito de um vexillatio de soldados em campanha contra as tribos germânicas e, por suas vitórias, recebeu as dona militaria apropriadas para o seu novo status. Em seguida, Tulo foi admitido entre os septênviros epulões, um dos quatro mais prestigiosos colégios sacerdotais de Roma. Finalmente, ele serviu por um ano como legado de seu irmão, que foi procônsul da África entre 84 e 85, antes de servir ele próprio como procônsul ali entre 85 e 86.
Sua ativa carreira ou deixou "deformado e aleijado em todos os membros", citando Plínio, que conta que Tulo estava tão enfraquecido que "só podia mudar de posição com a ajuda de outros" e precisava de ajuda para se lavar e para escovar os dentes. "Geralmente se ouvia ele falando", continua Plínio, "quando estava reclamando das indignidades de seu estado enfraquecido que todos os dias ele lambia os dedos de seus escravos".

## Família
Se o fato de Lucano e Tulo terem servido nas mesmas posições simultaneamente não era evidência suficiente de que os irmãos eram muito próximos, o caso narrado na epístola de Plínio escrita depois da morte de Tulo é um claro exemplo da lealdade que existia entre os dois. Lucano se casou com a filha de Tito Curtílio Mância, cônsul sufecto em 55, e os dois tiveram uma filha, Domícia Lucila. Porém, Mância se desentendeu com Lucano e só aceitou tornar Lucila sua herdeira apenas se Lucano abrisse mão dela renunciando ao seu poder como pater familias, o que evitaria que Lucano se beneficiasse da herança dele para sua sua filha. Lucano aceitou e a garota herdou a fortuna do avô, mas logo em seguida Tulo a adotou.
A partir da carta de Plínio é incerto se Tulo teve filhos próprios. Ele menciona que ele se casou com uma mulher "de linhagem distinta e caráter honesto" já idoso e aleijado, que ela já havia sido casada antes e tinha filhos do casamento anterior. Plínio a elogia por sua perseverança em permanecer ao lado de Tulo mesmo na condição em que ele se encontrava, mas não cita seu nome.
Domícia Lucila se casou depois com Públio Calvísio Tulo Rusão e a filha deles, Domícia Lucila, foi mãe do imperador Marco Aurélio.